# Franz Mrkvicka

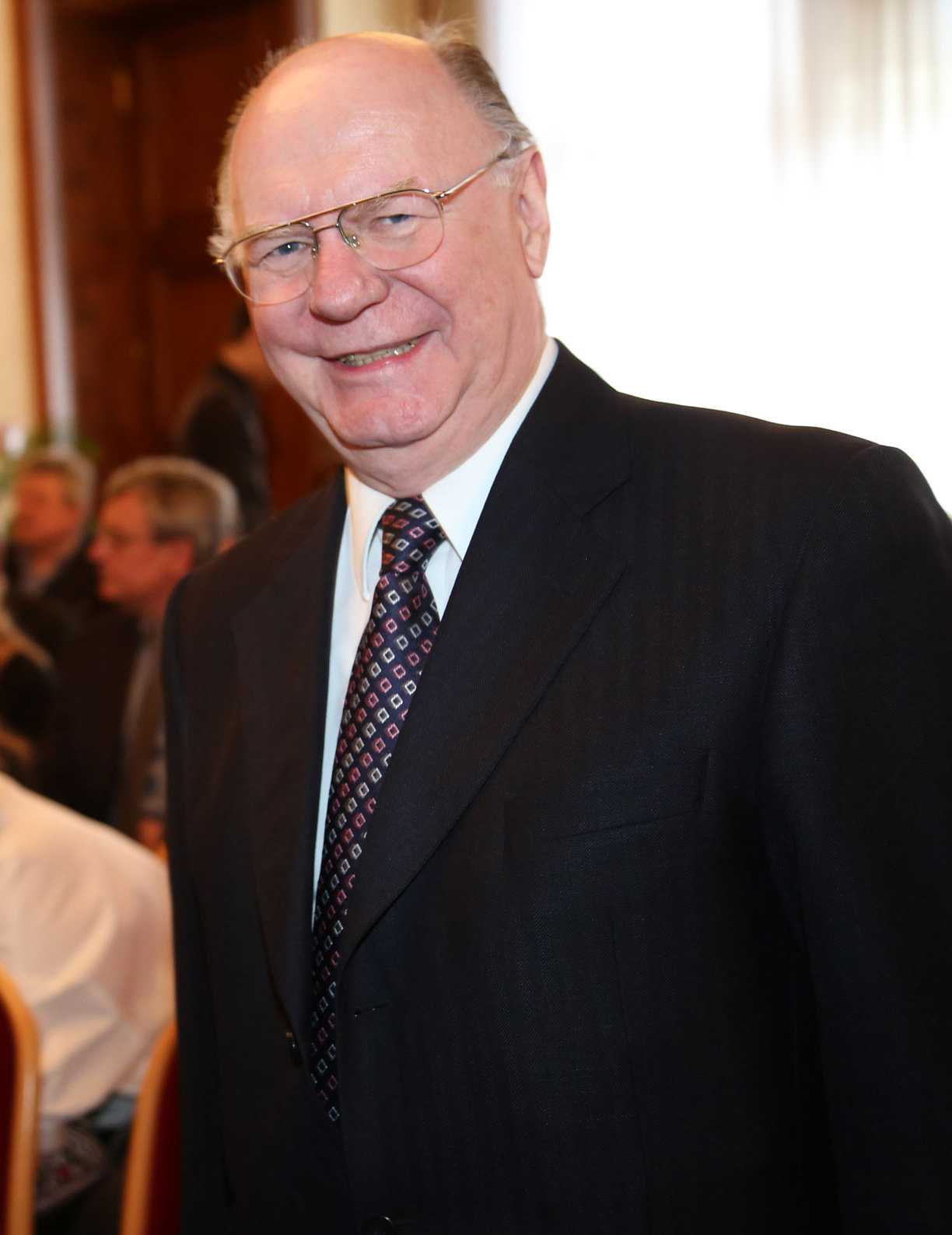
Franz Mrkvicka (2015)

Franz Mrkvicka (* 1. April 1940 in Wien) ist ein österreichischer Politiker (SPÖ) in Ruhe. Mrkvicka war von 1983 bis 1987 Amtsführender Stadtrat in Wien und von 1987 bis 1996 Abgeordneter zum Nationalrat.

## Leben
Mrkvicka besuchte die Pflichtschule und erlernte im Anschluss den Beruf des Speditionskaufmanns. Er arbeitete von 1954 bis 1961 bei der Donaudampfschifffahrtsgesellschaft, war 1961 bei der Bremer Hafenvertretung in Wien beschäftigt und wurde 1962 Sekretär beim Internationalen Bund freier Gewerkschaften in Brüssel. Zwischen 1963 und 1972 war Mrkvicka Jugendsekretär des Österreichischen Gewerkschaftsbundes, ab 1974 war er als Leitender Sekretär für Bildung und Kultur in der Kammer für Arbeiter und Angestellte für Wien tätig. 1982 wurde er Stellvertretender Direktor.
Mrkvicka wurde am 19. November 1979 als Ersatz für die ausgeschiedene Abgeordnete Franziska Fast als Mitglied des Wiener Gemeinderats und Abgeordneter zum Wiener Landtag angelobt, dem er bis zum 27. Mai 1983 angehörte. Am 27. Mai 1983 wurde Mrkvicka zum Amtsführenden Stadtrat für Kultur und Sport in die Landesregierung Gratz IV gewählt. Mrkvicka gehörte der Regierung zudem während der Landesregierung Zilk I an, bevor er am 9. Dezember 1987 aus dem Amt schied. Er wurde am 24. November 1987 als Abgeordneter zum Nationalrat angelobt, dem er bis zum 14. Jänner 1996 angehörte. In seine Amtszeit als Stadtrat fiel die Gründung der Vereinigten Bühnen Wien und die Revitalisierung des Praterstadions. Im Parlament war er SPÖ-Sprecher für Berufs- und Erwachsenenbildung.

## Auszeichnungen
- Anton-Bruckner-Ring (1987)
- Großes Goldenes Ehrenzeichen für Verdienste um die Republik Österreich (1996)[1]
- Großes Goldenes Ehrenzeichen für Verdienste um das Land Wien (1996)
- Bürgerurkunde der Stadt Wien
- Verleihung des Berufstitels Professor (2000)[2]